# ATB-Market
ATB-Market (ukrajinsky АТБ-Маркет) je největší maloobchodní řetězec na Ukrajině. Tento řetězec vlastní největší počet prodejen s potravinami v zemi. Společnost byla založena v roce 1993 v Dnipru. Jedná se o řetězec diskontních prodeje, kterých bylo v roce 2021 již 1314. Jednatelem společnosti je Boris Markov.

## Historie
Řetězec supermarketů ATB-Market je součástí dniprovské korporace ATB Corporation. Jedná se o združení velkých ukrajinských společností působících v oblastech jako je správa aktiv, maloobchod, výroba a prodej potravinářských výrobků a poskytování služeb v oblasti sportu a rekreace.
Samotná společnost ATB-Market byla založena v roce 1993 vě městě Dnipro v Dněpropetrovské oblasti na Ukrajině jakožto součást skupiny six groceries a od roku 1998 působí pod nynějším názvem ATB, jakožto samostatná společnost. (AgroTechBusiness).
V roce 2000 řetězec představil jako první na Ukrajině samoobslužný systém diskontních prodejen, kdy prodejny nabízejí široký sortiment produktů za velkoobchodní ceny.
První prodejna byla otevřena v červnu 1993 v Dnipru. Již v roce 2003 měla síť 85 prodejen ve 12 městěch Ukrajiny. V roce 2009 to bylo již 340 obchodů ve 102 městěch. V roce 2014 byly kvůli začátku okupace Krymu a části Doněcké a Luhanské oblasti uzavřeny všechny obchodní řetězce na dočasně okupovaných územích.
V roce 2020 společnost otevřela společnost svou 1200. prodejnu, kdy působila již ve všech oblastech Ukrajiny, kromě oblastí ovládaných separatisty. V roce 2020 činily odvedené daně společnosti 15,6 miliardy hřiven a stala se tak společností s největšími daňovými odvody do státního rozpočtu. Počet zaměstnanců v roce 2021 činil až 64 tisíc. Koncem roku 2021 řetězec provozoval 1316 prodejen.

### Ruská invaze na Ukrajinu
V důsledku ruské agrese na Ukrajině společnost ztratila více než 65 prodejen. Bylo také přiznáno, že více než 4500 zaměstnanců opustilo zemi, 2000 zaměstnanců bylo povoláno do války a kvůli zničení prodejen bylo dalších několik tisíc propuštěno. Dále v květnu 2022 byly zničena dvě distribuční centra v Kyjevě a jedno další bylo v Chersonské oblasti obsazeno Rusy. Distrubuční centrum v Charkově muselo být uzavřeno kvůli bezprostřední blízkosti bojů. Celkem bylo kvůli agresi ovlivněno fungování až 200 prodejen.
Koncem roku 2023 bylo v provozu 1116 prodejen. Na začátku roku 2025 to bylo již 1257 prodejen.

### Kritika
V roce 2015 vyšetřování novinářů 5 Kanal odhalilo, že některé zboží, které ATB nabízelo, mohlo být nekvalitní a zdraví škodlivé.

## Galerie

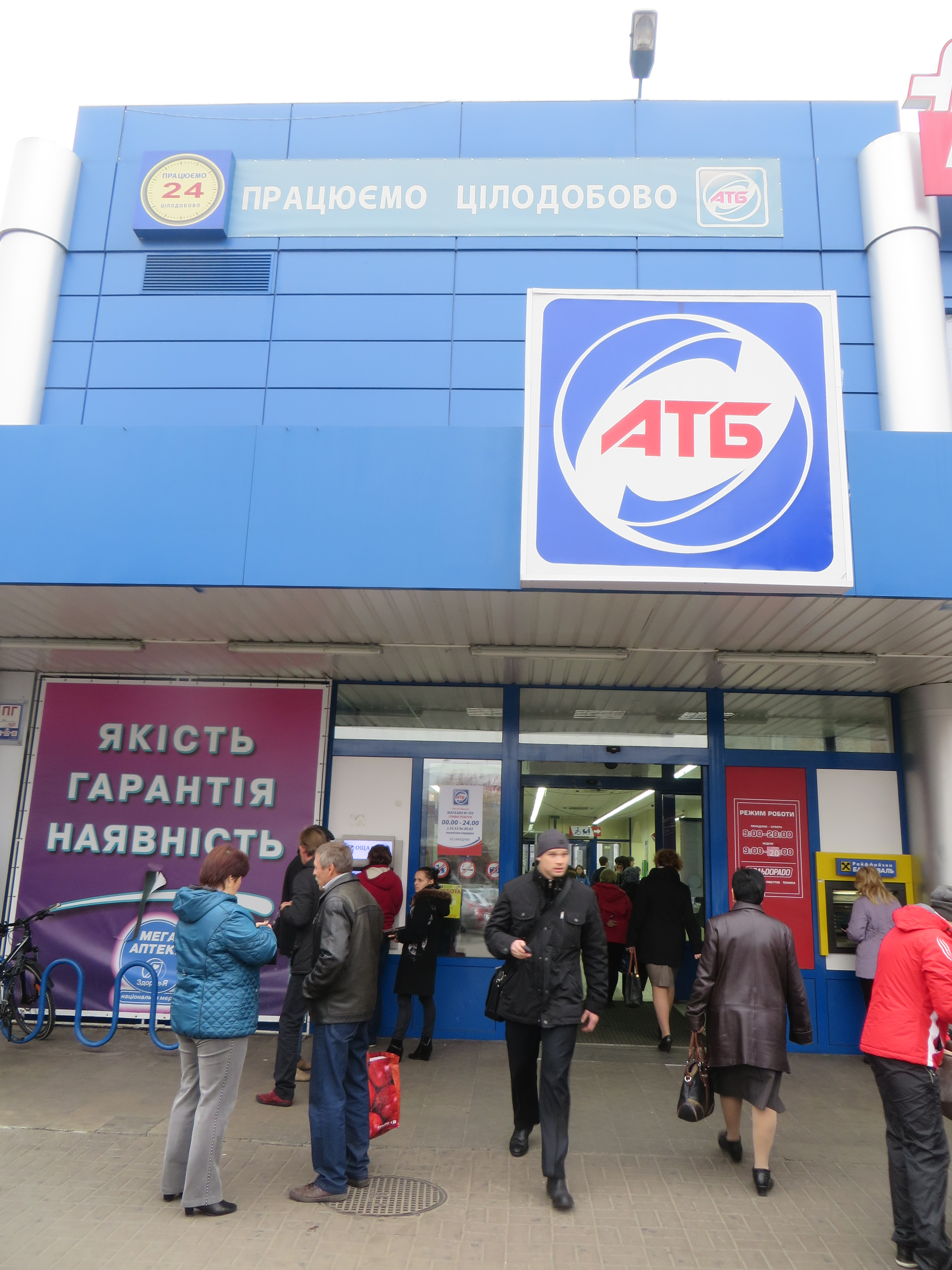
Prodejna v Černihivu
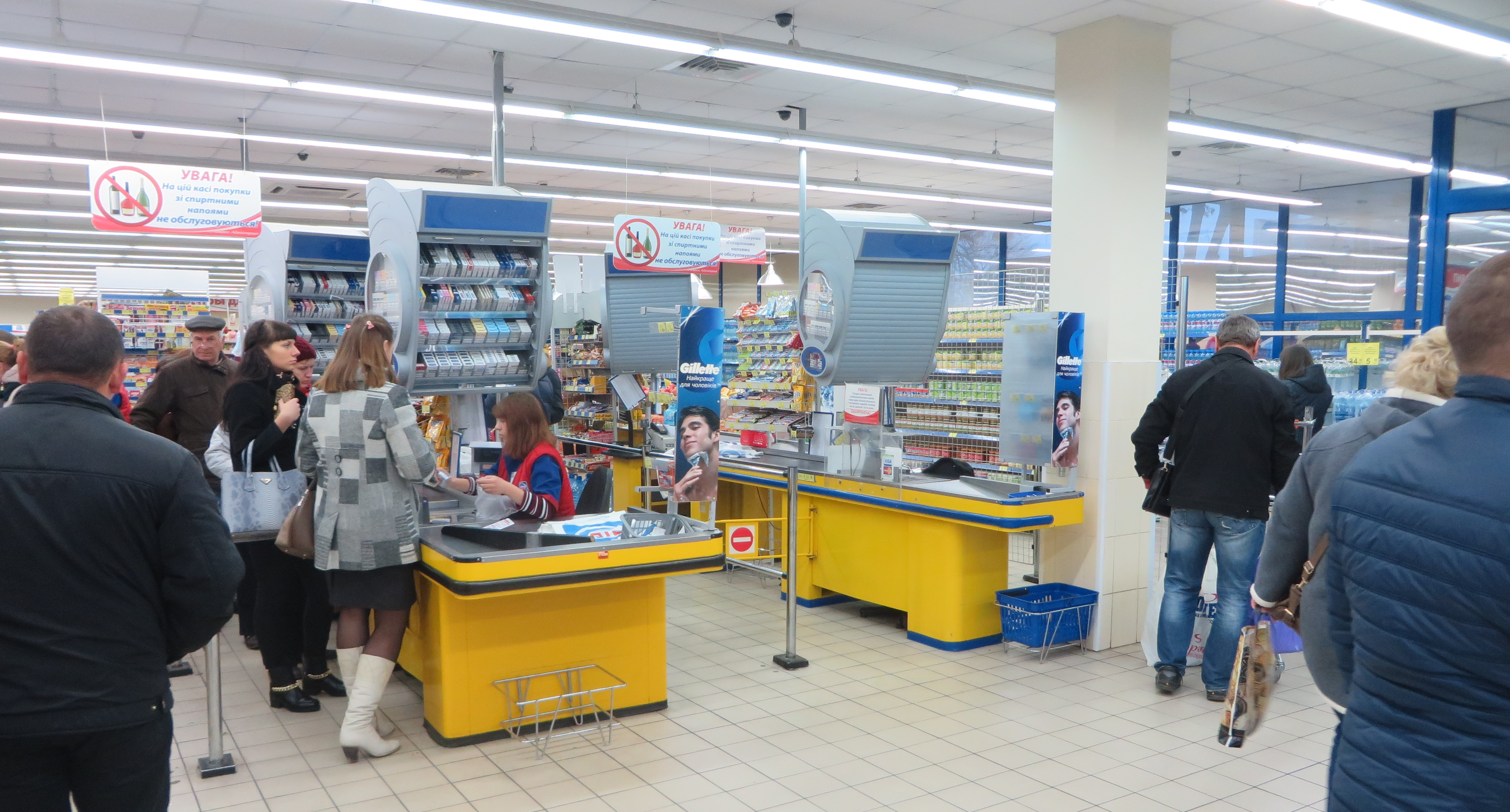
Interiér černihivské prodejny
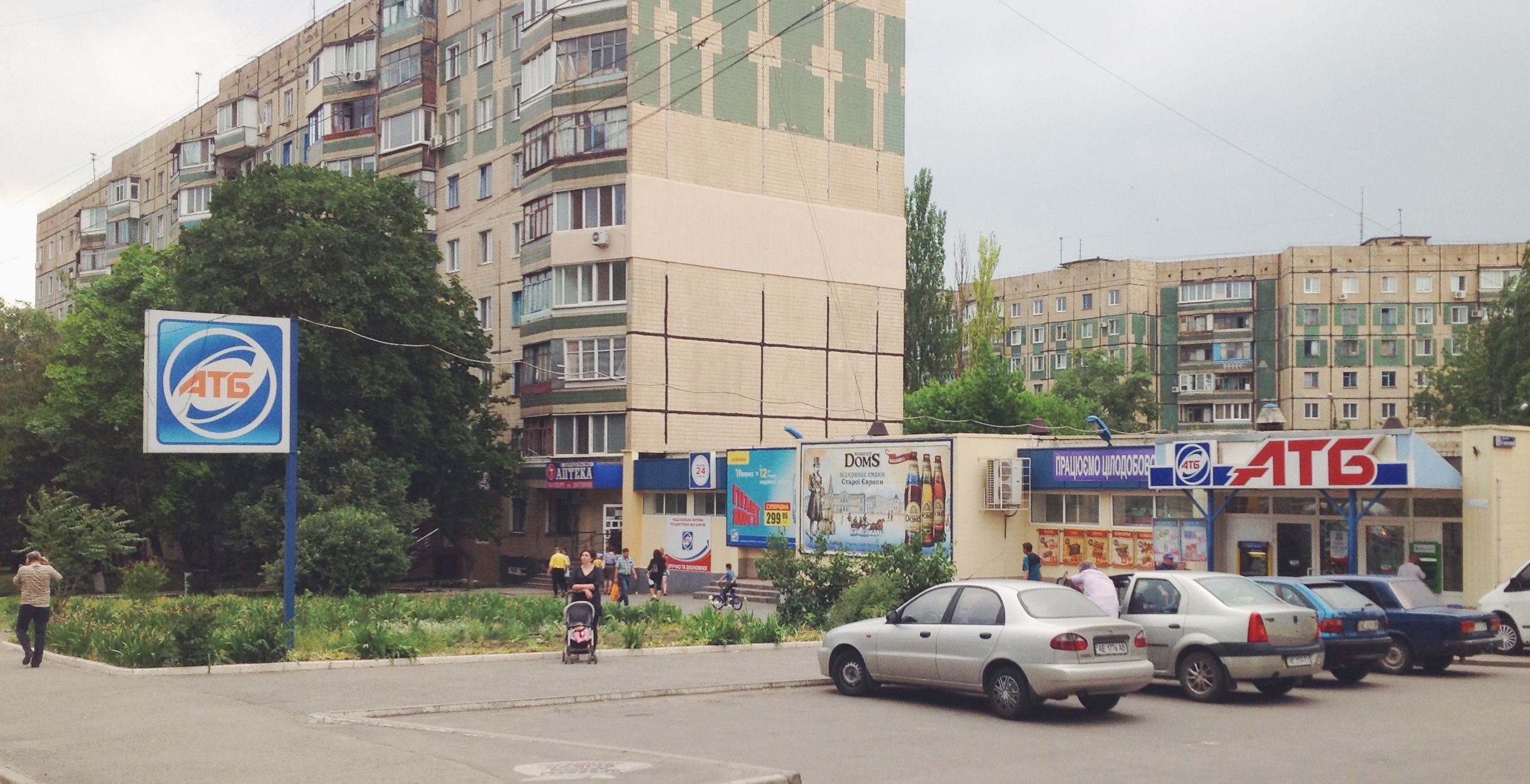
Prodejna ve městě Kryvyj Rih
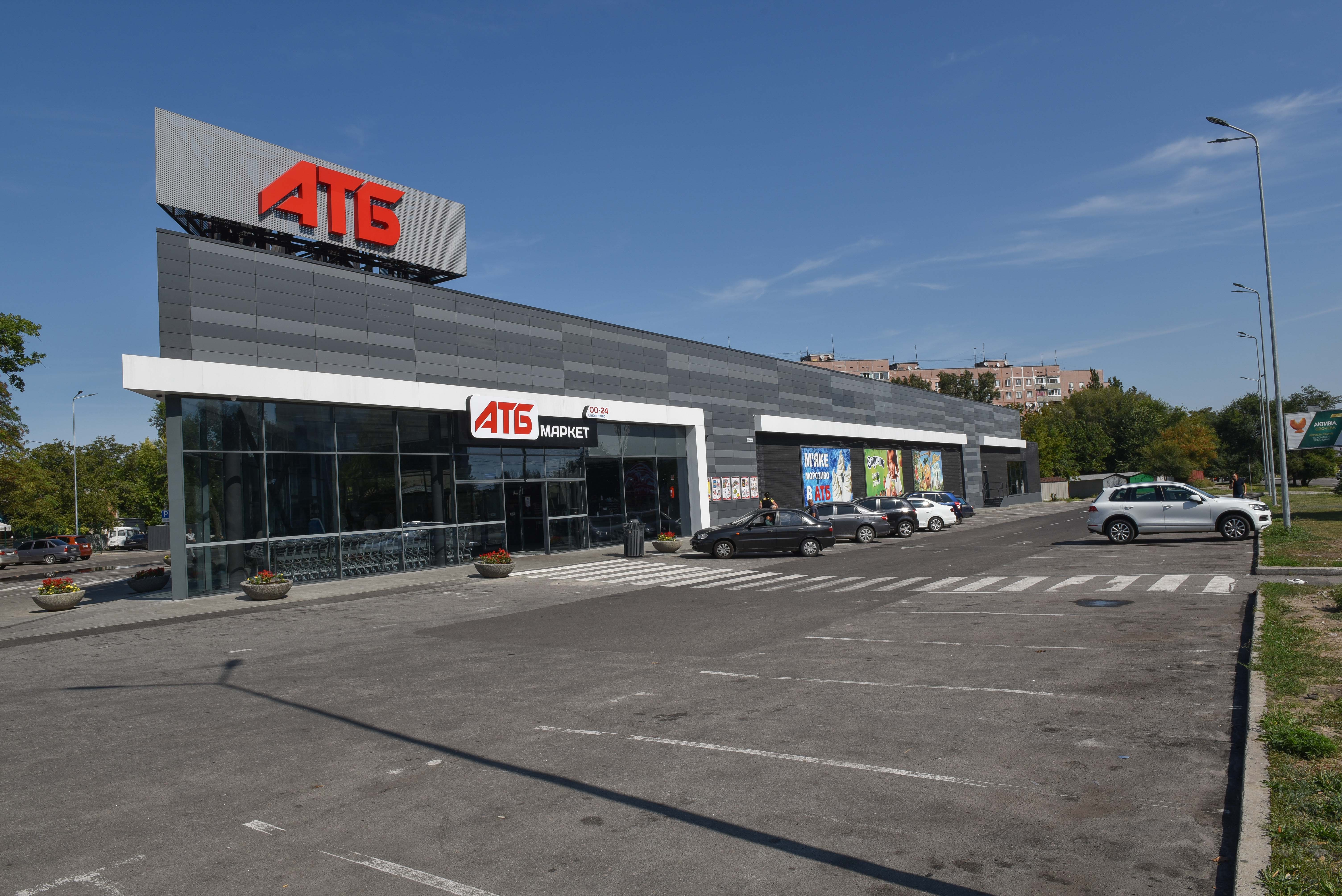
ATB v Dnipru
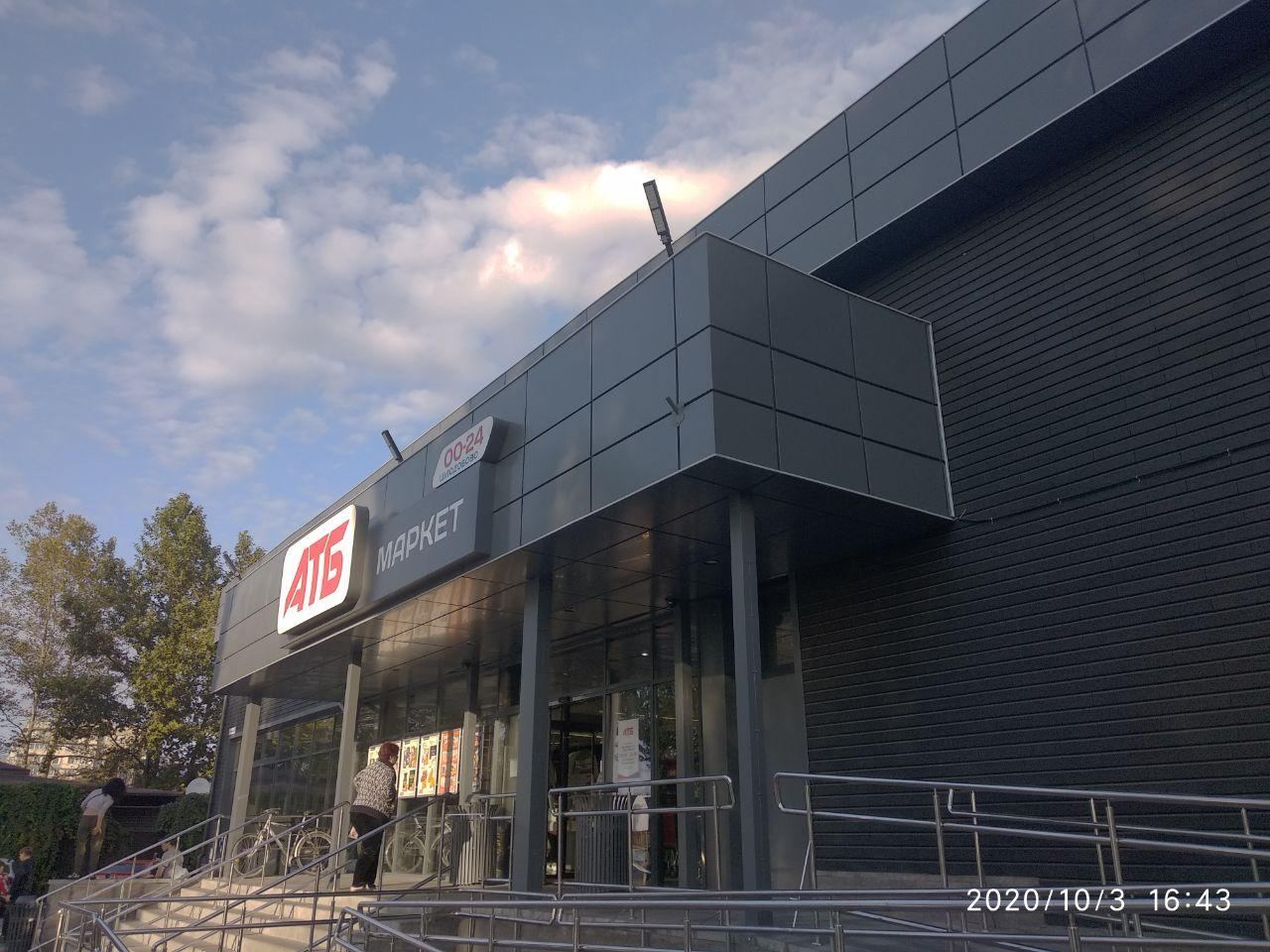
ATB v Melitopolu